# Koivuluoto (ö i Norra Karelen, Joensuu, lat 62,70, long 29,21)
Koivuluoto är en ö i Finland. Den ligger i sjön Viinijärvi och i kommunen Outokumpu i den ekonomiska regionen  Joensuu ekonomiska region  och landskapet Norra Karelen, i den sydöstra delen av landet, 400 km nordost om huvudstaden Helsingfors. Öns area är 0,2 hektar och dess största längd är 50 meter i öst-västlig riktning.